# Ducat de Piacenza
|  | Aquest article tracta sobre el ducat alt-medieval. Si cerqueu l'entitat política que existí a la península italiana des de l'any 1545 i fins a l'any 1860, vegeu «Ducat de Parma». |

El ducat de Piacenza va ser un dels ducats establerts pels longobards a la península Itàlica. L'ocupació de Piacenza es va produir durant la campanya expansionista duta a terme per Agilulf a finals del segle vi, la creació del ducat (la qual ha estat àmpliament demostrat pels historiadors de Piacenza basant-se en la documentació antiga guardada a la catedral de la ciutat) data probablement de la mateixa època.